# توم وو
توم وو (بالصينية: 吳湯姆) هو ممثل صيني، ولد في 15 مايو 1972 بهونغ كونغ في الصين.

## أعمال

### أفلام
- (2008)  صعود المحارب

### مسلسلات
- ماركو بولو

## وصلات خارجية
- توم وو على موقع IMDb (الإنجليزية)
- توم وو على موقع قاعدة بيانات الفيلم (الإنجليزية)